# 李庄铺站
李庄铺站是一个京广线上的铁路车站，位于河南省西平县环城乡，建于1919年2004年因中国铁路第五次大提速而撤销。